# Adapsilia scutellina
Adapsilia scutellina är en tvåvingeart som beskrevs av Friedrich Georg Hendel 1934. Adapsilia scutellina ingår i släktet Adapsilia och familjen Pyrgotidae. Inga underarter finns listade i Catalogue of Life.